# Jean Didier-Tourné
Jean Didier-Tourné, né à Agen le 1er mai 1882 et décédé à Agen le 12 janvier 1967, est un artiste peintre, graveur, lithographe, illustrateur, décorateur et fresquiste français.

## Biographie
Jean-Émile-Marie-Didier Tourné  est diplômé de l’École des Beaux-Arts de Paris, où il a reçu l'enseignement de Fernand Cormon. Il expose régulièrement au Salon des artistes français dès 1905 ainsi que dans des Galeries parisiennes, au Salon des indépendants mais aussi à Gand et San Francisco. Il prend part aussi aux Expositions internationales d'art français de Copenhague, Genève et Tokyo.
En 1909, il reçoit le premier second Grand Prix de Rome avec comme sujet imposé Cérès rendant la vie à un enfant.
A l'issue de ses études aux Beaux-Arts, il prend comme nom d'artiste le nom de Jean Didier-Tourné, associant son dernier prénom à son nom de famille afin d'éviter toute confusion avec d'autres peintres aux patronymes proches.
Il reçoit une médaille de 3e classe au Salon des artistes français de 1912. C'est en 1931 que lui est décernée la médaille d'or, avec une grande toile représentant des Amazones au retour de la chasse. Le 17 août 1933, l’État se porte acquéreur de son huile sur toile : Le rideau. Le théâtre d'Agen, sa ville natale, lui commande sa décoration intérieure. Il participe aux décors de l'Hôtel de Ville de Sceaux. En 1935, la ville de Paris lui commande un panneau décoratif, La Pastorale.
Il installe son atelier près de Montparnasse dans le XVe, au 9, rue Falguière. Il entretenait des relations amicales avec ses collègues d'esprit figuratif, comme Suzanne Morel-Montreuil et son époux Marcel Montreuil.
L'art de Jean Didier-Tourné est tournée vers une expression réaliste et monumentale, mais il se confie aussi dans des œuvres intimistes, proche du Montparnasse expressionniste entre deux-guerres.  

## Récompenses
- 1909 : 1er Second Grand Prix de Rome : Cérès rendant la vie à un enfant[2].
- 1909 : Prix Gabriel Ferrier.
- 1912 : Médaille de 3e classe au Salon des Artistes français
- 1920 : Prix James Bertrand (la même année que son collègue Émilien-Victor Barthélémy[4]).
- 1930 : Prix J. Peccord.
- 1931 : Médaille d'Or au Salon des Artistes français.
- 1935 : prix Fernand Cormon.
- 1937 : Médaille d'argent à l'Exposition Universelle de Paris.

## Œuvres principales
- Amazones au retour de la chasse, huile sur toile, 1931 / médaille d'or au Salon.
- Le Rideau, huile sur toile, acquise par l’État en août 1933[3].
- Portrait d’Auguste Boué de Lapeyrère, amiral, ministre, exposé à l'Hôtel de ville de Lectoure (Gers).